# Octavius (praenomen)
Octavius (afkorting: Oct.) was een praenomen in het Romeinse Rijk. Er is ook een vrouwelijke versie van de naam: Octavia. Het praenomen Octavius was van invloed op de naamgeving van de Gens Octavia en mogelijk ook de Gens Otacilia.
De naam werd niet vaak gebruikt in Rome en zal vooral op het platteland zijn gegeven. De naam is bekend binnen de Gens Mamilia, een familie uit Tusculum die na het verkrijgen van het Romeins burgerrecht in de 5e eeuw v.Chr. deels verhuisde naar Rome. Andere naamdragers zullen de voorouders van de Octavii en Otacilii zijn geweest. Ook binnen de Gens Maecia was de naam in gebruik. Tot slot is er nog een Octavia Valeria Vera bekend die in Ticinum woonde in de 2e of 3e eeuw n.Chr.

## Herkomst van de naam
Net als de namen Sextus (zesde) en Quintus (vijfde), was ook Octavius afgeleid van een cijfer (achtste). Het praenomen Octavius werd namelijk oorspronkelijk gegeven aan de achtste geboren zoon of aan zonen geboren in de achtste maand van het Romeinse jaar. Overigens zou de logische spelling Octavus (of Octava) moeten zijn, maar in de praktijk werd er bijna altijd een 'i' toegevoegd, waarmee het dus Octavius (of Octavia) werd.
De Etrusken kenden een gelijksoortige naam: Uchtave.

## Bekende dragers van de naam
De volgende bekende personen droegen de naam Octavius:
- Octavius Mamilius (6e eeuw v.Chr.), prins van Tusculum, lid van de Gens Mamilia en schoonzoon van koning Lucius Tarquinius Superbus.
- Gaius Octavius, vader van de Romeinse keizer Augustus.
- Koning Octavius, legendarische koning van Brittannië in de 4e eeuw n.Chr.